# Lódur
 (juin 2018).

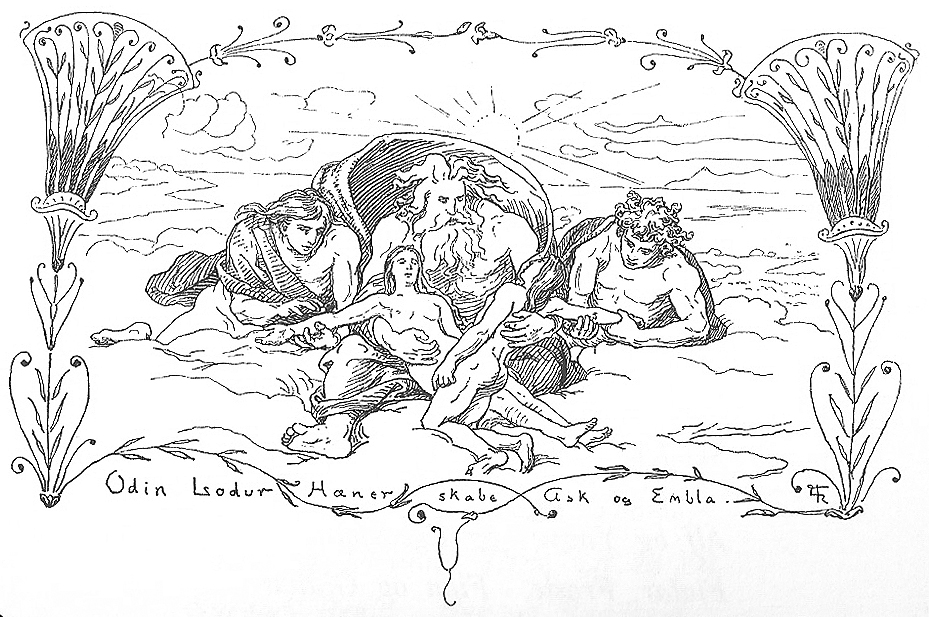
Odin, Lodur, Hoenir créent Ash et Embla (Illustration de Lorenz Frølich publiée en 1895).

Lódur (Lóðurr) est un dieu de la mythologie nordique. Il est associé à Odin et Hœnir dans la triade de dieux à l'origine de la création de l'homme.

## Sources
La Völuspá (18) rapporte que les dieux donnèrent vie à Ask et Embla, le premier homme et la première femme. Odin leur donna le souffle (önd, parfois aussi traduit par « esprit »), Hœnir l'esprit (öðr, parfois aussi rendu par « sens »), Lódur la chaleur vitale (lá, dont la signification exacte n'a pu être déterminée, et qui est aussi parfois traduit par « sang ») et de bonnes couleurs (góðir litir).
Dans l’Edda de Snorri Sturluson (Gylfaginning, 9), la triade de dieux à l'origine de la création de l'homme est composée des fils de Bor, c'est-à-dire Odin, Vili et Vé, le troisième conférant à l'être humain l'apparence (ásjóna), la parole (mál), l'ouïe (heyrn) et la vue (sjón).
En dehors de la Völuspá, Lódur n'est mentionné que dans la kenning qui désigne Odin comme l'« ami de Lódur » (Lóðurs vinr), qui est utilisée dans deux poèmes scaldiques (le Háleygjatal d'Eyvindr skáldaspillir et l’Íslendingadrápa de Haukr Valdísarson).
Certains chercheurs ont aussi interprété le mot logaþore, qui figure sur la fibule de Nordendorf au côté des noms de Wodan (Odin) et Wigiþonar (Thor), comme un nom synonyme de Lódur.

## Interprétations
L'énigmatique Lódur a été assimilé à d'autres dieux, Loki, principalement, mais aussi Freyr.

### Loki
Lódur est parfois considéré comme l'équivalent de Loki. Au-delà de la ressemblance des noms (Loki pourrait être un diminutif de Lódur), Odin et Hœnir sont souvent associés à Loki, ainsi dans le mythe de l'enlèvement d'Idunn, tel que rapporté tant par la Haustlöng que par le Skáldskaparmál, dans celui de l'or maudit, à l'origine du cycle de Sigurd (Reginsmál), et dans d'autres textes plus tardifs (la ballade féroïenne connue sous le nom de Loka Táttur). La kenning « ami de Lódur » a été rapprochée d’« ami de Lopt (i.e. Loki) » (Lopts vinr), kenning qui désigne également Odin dans la Vellekla d'Einarr skálaglamm.

### Freyr
L'étymologie a été sollicitée pour voir en Lódur l'équivalent de Freyr. Son nom a été rapproché notamment du gotique liudan (« croître ») et du vieux norrois lód (« fruit », « produit »), ce qui permettrait de voir en lui un dieu de la fécondité et de la fertilité.
Aucune de ces deux équivalences n'est toutefois jugée satisfaisante.

## Note
1. ↑  E.O.G. Turville-Petre a fait valoir que cette traduction du nom lá n'était attestée dans aucune source. En revanche, il signifie « mer », et pourrait donc désigner, dans ce contexte, le sang et autres fluides corporels.

## Sources
- L’Edda poétique [détail des éditions].
- Snorri Sturluson, L'Edda [détail des éditions].
- Simek, Rudolf. Dictionnaire de la mythologie germano-scandinave. Paris : Le Porte-Glaive, 1996.  (ISBN 2-906468-37-1).
- Turville-Petre, E.O.G. Myth and Religion of the North. Westport : Greenwood Press, 1975.  (ISBN 0-8371-7420-1).